# Planfoy
Planfoy – miejscowość i gmina we Francji, w regionie Owernia-Rodan-Alpy, w departamencie Loara.
Według danych na rok 1990 gminę zamieszkiwało 778 osób, a gęstość zaludnienia wynosiła 63 osób/km² (wśród 2880 gmin regionu Rodan-Alpy Planfoy plasuje się na 922. miejscu pod względem liczby ludności, natomiast pod względem powierzchni na miejscu 949.).